# BGmaps
BGmaps е български сайт с картографска услуга, създадена и поддържана от „Датекс“.

## Описание
Услугата предоставя географски карти на България, градовете и големите курорти в България. С нея могат да се разглеждат географски карти в произволен уеббраузър от компютри, разполагащи с връзка към интернет, както от настолни – персонални и преносими, така и от мобилни устройства – мобилни телефони, PDA и др.
Картите са достъпни в различни мащаби – до 1:50 000 за България и до 1:5000 за населените места, и показват различни сведения. Възможно е да бъдат търсени:
- населено място с точното му местоположение, търсейки по име или пощенски код, и
- точни адреси – по номера на улици и жилищни блокове (за някои от големите градове).

Също така е възможно изчисляване на най-бърз или най-кратък маршрут. Услугата е достъпна на български и английски език.
Съгласно съобщение в средствата за масово осведомяване към края на 2010 година в нея се очаква да бъде интегрирана функция за следене и предаване на информация за трафика в София.

## Подобни услуги
- ОупънСтрийтМап
- Google Карти
- Уикимапия
- Bing Maps
- ГИС – София Архив на оригинала от 2009-02-28 в Wayback Machine.
- Карты@Mail.Ru Архив на оригинала от 2020-01-03 в Wayback Machine.
- Карта на Планините в България
- NAVTEQ Maps and Traffic Архив на оригинала от 2012-09-01 в Wayback Machine.
- Panoramio
- Rambler-На карте
- Сбирка тематични карти на България – Планини, Реки, Пещери и др.
- Stadtplandienst.at[неработеща препратка]
- Stadtplandienst.ch
- Stadtplandienst.at
- Yahoo! Maps
- Google Maps
  - Обзор на онлайн картографски услуги (на руски език).
  - Картографски услуги за мобилни телефони (на руски език).
  - Картографски услуги (на руски език)[неработеща препратка].
- Карти на България – статия в Уикипедия свободната енциклопедия
- Карти на България – статия в PCworld България Архив на оригинала от 2016-03-04 в Wayback Machine.